# Gołostowice
Gołostowice is een plaats in het Poolse district  Strzeliński, woiwodschap Neder-Silezië. De plaats maakt deel uit van de gemeente Kondratowice en telt 300 inwoners.